# تسطير عبري

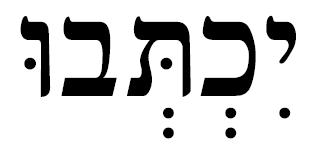
فعل "يكتبوا" العبري ‘יִכְתְּבוּ’ مع النيقود

تسطير العبرية، أو كتيب عبري (כְּתִיב עִבְרִי كتيڤ عِڤري) طريقة يستعملها متحدثو اللغة العبرية ليكتبوا نصوص تلك اللغة وفقا لجملة من القواعد.

## إطلالة تاريخية
شرع العبرانيون القدامى يكتبون اللغة العبرية، بالتسطير اعتمادا على السماع ومن دون تشكيل —كما اللغات الكنعانية— لكن، منذ البداية في تعميل نظام أهوي، صار التفريق أيسر بين كلمات مثل שבר، שִׁיבֶּר، שביר، שבְרה، שובר وשבוּר التي كانت جميعا على صورة واحدة: שבר.

## كتيب ملئ
وضعت لجنة اللغة العبرية أسلوب كتيب ملئ (כְּתִיב מָלֵא كتيڤ ملئ) لتحديد نطق الكلمات غير «المنقدة»؛ نهج ذلك الأسلوب مجمع اللغة العبرية فيما بعد.

## كتيب خسر
كتيب حسر (כְּתִיב חָסֵר كتيڤ خسر) هو ضرب من التسطير العبري، يكون بكتابة الحروف بطريقة مماثلة لأسلوب التسطير بالنيقود أو «كتيب منقد»؛ لكن بدون التنقيط بالنيقود نفسه. فمثلا تكتب كلمتا שֻׁלְחָן «مائدة» وדִּבֵּר «وصية» في أسلوب كتيب حسر هكذا: שלחן وדבר.

### كتيب خسر نيقود
كتيب حسر نيقود (כְּתִיב חֲסַר נִיקּוּד كتيڤ خسر نيكود) أي تسطير بدون نقط نوع من الكتابة العبرية التي تستعمل فيها أم القراءة بدلا عن النيقود، كي يستطيع القراء نطق كل كلمة على حدة. يضاعف حرفا "واو ‏" و"י" في أوساط الكلمات لتجنب الالتباس.
ترك استخدام النيقود إلا في المعاجم، كتب الأدب ونصوص المبتدئين.

#### مقايسة
من قصيدة الغراب (بو) مترجمة للعبرية:
| ‎كتيب حسر نيقود‏ | ‎كتيب منقد‏ |
| --- | --- |
| וילון של משי ארגמן, ספק רשרוש, מסך מוכמן, הפחידוני, ביעתוני, חששות אימה וסלוד, פעמי לבי מקבת, במאוץ וגם בשבת, האושפיז בשוט ושבט, את דלתי הזיז במנוד, את דלתי הזיז הניע, קטב לשכתי ישוד, אלמוני הוא האורח, אלמוני הוא ולא עוד! שלוותי פרשה כנפיים, היסוסי אפסו אפיים, אדון וגברת, בכנות אפציר אסגוד, כן עובדה היא, שעת גלוש, וברוך ידך תקוש, מדורי אזי נלוש, עת הנדת שדוד, לרווחה דלתי פרשתי, כי נועדתי לשרוד, ושור! הבט! רק שחור, לא עוד! | וִילוֹן שֶׁל מֶשִׁי אַרְגָּמָן, סָפֵק רִשְׁרוּשׁ, מָסָךְ מֻכְמָן, הִפְחִידֻנִּי, בִּעֲתֻנִי, חֲשָׁשוֹת אֵימָה וּסְלוֹד, פַּעֲמֵי לִבִּי מַקֶּבֶת, בִּמְאוֹץ וְגַם בְּשֶׁבֶת, הָאֻשְׁפִּיז בְּשׁוֹט וָשֵׁבֶט, אֶת דַּלְתִּי הֵזִיז בִּמְנֹד, אֶת דַלְתִּי הֵזִיז הֵנִיעַ, קֶטֶב לִשְׁכַּתִּי יָשׁוֹד, אַלְמוֹנִי הוּא הָאוֹרֵחַ, אַלְמוֹנִי הוּא וְלֹא עוֹד! שַׁלְוַתִּי פַּרְשָׂה כְּנָפַיִם, הִסּוּסַי אָפְסוּ אַפַּיִם, אָדוֹן וּגְבֶרֶת, בְּכֵנוּת אָפְצִיר אֶסְגֹּד, כֵּן עֻבְדָּה הִיא, שְׁעַת גְּלֹש, וּבְרוֹךְ יָדְךָ תַּקֹּשׁ, מְדוֹרִי אֲזַי נַלֹּשׁ, עֵת הֵנַדְתָּ שָׁדֹד, לִרְוָחָה דַּלְתִּי פָּרַשְׂתִּי, כִּי נוֹעַדְתִּי לִשְׂרֹד, וְשּׁוּר! הַבֵּט! רַק שְׁחוֹר, לֹא עוֹד! |

| "أظهر" كي تستطيع رؤية حروف "حسر نيقود" المضافة معلمة، وكذا فونيم كل واحد من تلك الحروف بالأبجدية الصوتية الدولية. | "أظهر" كي تستطيع رؤية حروف "حسر نيقود" المضافة معلمة، وكذا فونيم كل واحد من تلك الحروف بالأبجدية الصوتية الدولية. | "أظهر" كي تستطيع رؤية حروف "حسر نيقود" المضافة معلمة، وكذا فونيم كل واحد من تلك الحروف بالأبجدية الصوتية الدولية. |
| --- | --- | --- |
| ‎viˈlon ʃel ˈmeʃi ʔargaˈman, saˈfek riʃˈruʃ, maˈsaχ m‏‎u‏‎χˈman‏ | | וילון של משי ארגמן, ספק רשרוש, מסך מוכמן,                                                                         |
| ‎hifħiˈd‏‎u‏‎ni, b‏‎i‏‎ʕaˈt‏‎u‏‎ni, ħaʃaˈʃot ʔejˈma ʔuˈslod‏ | הפחידוני, ביעתוני, חששות אימה וסלוד,                                                                              | |
| ‎paʕaˈmej liˈbi maˈkevet, bimˈʔots veˈgam beˈʃevet,‏ | פעמי לבי מקבת, במאוץ וגם בשבת,                                                                                    | |
| ‎haʔ‏‎u‏‎ʃˈpiz beˈʃot vaˈʃevet, ʔet dalˈti heˈziz bimˈn‏‎o‏‎d,‏ | האושפיז בשוט ושבט, את דלתי הזיז במנוד,                                                                            | |
| ‎ʔet dalˈti heˈziz heˈniaʕ, ˈketev liʃkaˈti jaˈʃod,‏ | את דלתי הזיז הניע, קטב לשכתי ישוד,                                                                                | |
| ‎ʔalmoˈni hu haʔoˈreaħ, ʔalmoˈni hu velo ʕod‏ | אלמוני הוא האורח, אלמוני הוא ולא עוד!                                                                             | |
| | | |
| ‎ʃal‏‎v‏‎aˈti parˈsa knaˈfaj‏‎i‏‎m, hisuˈsaj ʔafˈsu ʔaˈpaj‏‎i‏‎m,‏ | שלוותי פרשה כנפיים, היסוסי אפסו אפיים,                                                                            | |
| ‎ʔaˈdon ugˈveret, beχeˈnut ʔafˈtsir ʔesˈg‏‎o‏‎d,‏ | אדון וגברת, בכנות אפציר אסגוד,                                                                                    | |
| ‎ken ʕ‏‎u‏‎vˈda hi, ʃʕat gl‏‎o‏‎ʃ, uveˈroχ jadˈχa taˈk‏‎o‏‎ʃ,‏ | כן עובדה היא, שעת גלוש, וברוך ידך תקוש,                                                                           | |
| ‎medoˈri aˈzaj naˈl‏‎o‏‎ʃ, ʕet heˈnadeta ˈʃad‏‎o‏‎d,‏ | מדורי אזי נלוש, עת הנדת שדוד,                                                                                     | |
| ‎lir‏‎v‏‎aˈħa dalˈti paˈrasti, ki noˈʕadeti lisˈr‏‎o‏‎d,‏ | לרווחה דלתי פרשתי, כי נועדתי לשרוד,                                                                               | |
| ‎veˈʃur, haˈbet, rak ʃħor, lo ʕod‏ | ושור! הבט! רק שחור, לא עוד!                                                                                       | |
| ٭ في العبرية الحديثة، ليس الحرف هيث ‏ منطوقا ‎/ħ/‏ (كحاء) بل ‎/χ/‏ (كخاء)، كذلك يكاد الحرف ع ‏ لا ينطق ‎/ʕ/‏ (كعين) بل ‎/ʔ/‏ (كهمزة). أما الحرفان א و⁬ع ‏ فغير منطوقين. يستديم نطق ‎/ʕ/‏ و‎/ħ/‏ في بعض اللهجات فقط؛ رب حرفين يستعملان في المحافل ومباريات التمثيل أو الشعر، فورودهما فيم دون ذلك يندر. لذا جاز القول أن كرشنة هذا النص تمثل قراءة أدبية أكثر من تمثيلها لنطق العبرية الحديثة الاعتيادي. بالمثل، إن نطق حرف י الصامت في المثنيين "כנפיים" كنفييم و"אפיים" أپييم (‎/ˈa.i/‏)—وهو ‎/j/‏ أي كياء متحركة— يبرز فقط في لهجات قليلة أو عند الحفلات الثقافية. | | |

## كتيب منقد
كتيب منقد (כתיב מנוקד أو מְנֻקָּד كتيڤ منكد) أي تهج منقط، ببساطة، هو كتابة نص عبري مشكولا بالنيقود. قلما يستعمل هذا الأسلوب عن المعاصرين، بيد أن ملاحظته ممكنة في نصوص مثل تيقون التوراة.